# Théodoriade
528 – VIIe siècle
Entités précédentes :
- Syrie première

La Théodoriade fut une province byzantine détachée en 528 de la Syrie première avec Laodicée-de-Syrie, Paltos, Balanée et Gabala.